# Eriocnemis cupreoventris
Az Eriocnemis cupreoventris a madarak (Aves) osztályának sarlósfecske-alakúak (Apodiformes) rendjébe és a kolibrifélék (Trochilidae) családjába tartozó faj.

## Rendszerezése
A fajt Louis Fraser brit zoológus írta le 1840-ben, a Trochilus nembe Trochilus cupreo-ventris néven.

## Előfordulása
Dél-Amerika északnyugati részén, az Andokban, Kolumbia és Venezuela területén honos. Természetes élőhelyei a szubtrópusi vagy trópusi hegyi esőerdők, gyepek és cserjések. Állandó, nem vonuló faj.

## Megjelenése
Testhossza 10 centiméter.

## Természetvédelmi helyzete
Az elterjedési területe még elég nagy, de az erdőirtások miatt csökken, egyedszáma is csökken. A Természetvédelmi Világszövetség Vörös listáján mérsékelten fenyegetett fajként szerepel.